# Берзин, Павел Александрович
Павел Александрович Берзин (род. 30 марта 1961 года,  Москва, СССР) — советский и российский регбист, игравший на позициях винга и фулбэка, а также российский регбийный судья. Мастер спорта СССР международного класса.

## Биография

### Игровая карьера
С детства Павел занимался футболом и хоккеем, выступая неплохо на юношеском уровне, однако из-за слабого зрения («-4») не мог играть на профессиональном уровне ни в футбол, ни в хоккей. После окончания школы ушёл работать на часовой завод «Слава», где работала вся его семья: по предложению брата Александра перешёл в регби и проделал путь от новичка до юниорской сборной СССР за 7 месяцев, пройдя школу «Славы». Дебютировал за «Славу» в 1979 году; в 1980—1981 годах проходил воинскую службу и играл за команду ВВА имени Гагарина. В дальнейшем выступал до 1992 года за команду «Слава». За свою карьеру становился чемпионом СССР в составе ВВА в 1981 году и в составе «Славы» в 1982 году; в составе «Славы» завоёвывал в 1985 и 1986 годах серебряные медали чемпионата СССР, в 1983 году — бронзовые медали. В 1982 году стал лучшим бомбардиром чемпионата СССР с 202 очками; в 1985 и 1989 годах выигрывал Кубок СССР.
В 1982 году дебютировал за сборную СССР. 24 октября того же года в игре против сборной ФРГ (победа 31:9) набрал 15 очков благодаря двум попыткам, двум реализациям и штрафному. Всего сыграл 36 матчей за советскую сборную.
С октября 1992 по апрель 1993 года играл за английские клубы «Торки Атлетик» (региональная команда) и «Бедфорд Блюз» (20-й клуб английской лиги). В Англию он попал вместе с Сергеем Молчановым и Валерием Нефёдовым в разгар кризиса и безработицы. В 1993 году в составе американской команды «Атлантис», которая участвовала в турне по Северной Ирландии с целью пропагандирования регби-7 в США, провёл несколько игр: в матче против команды Белфаста (поражение 17:21) он занёс попытку, а его игру оценил тренер американской команды Эмиль Сайнес. По возвращении в Россию с июня 1993 по 1994 годы Берзин играл за «Славу». В 1994—1995 и 1998—1999 годах выступал за команду «Фили». В 2000—2002 годах играл в дубле «Славы», а также был помощником главного тренера. Последнюю игру провёл в 2002 году на Кубке Балтики в возрасте 42 года.

### Судейская карьера
Окончил Московский областной государственный институт физической культуры (МОГИФК), квалификация «тренер-преподаватель». Судейскую карьеру начал на уровне детских игр: серьёзным поворотом стал форум в Киеве на тему судейства (занятия проводил Мишель Ла Мули). С октября 2003 года начал работать на матчах чемпионата России в качестве главного арбитра, дебютировал в четвертьфинале Кубка России между ВВА и «Славой». В 2005 году впервые судил матчи сборных (матч между Латвией и Швейцарией на чемпионате Европы). 21 октября 2005 года судил матч сборной России против австралийского клуба «Уаратаз» из Супер 12, завершившийся победой австралийцев со счётом 18:47. В 2004, 2007 и 2009 годах признан лучшим арбитром России.
По собственным словам, в мае 2008 года был назначен Профессиональной регбийной лигой на две игры, проходившие с разницей в один день в Красноярске («Сибирь» против «Новокузнецка», «Енисей-СТМ» против «Красного Яра»): поскольку его багаж не долетел из Москвы до Красноярска, матч «Сибири» и «Новокузнецка» он судил, взяв на время у знакомых судейский инвентарь и форму. По состоянию на 2010 год был главным судьёй матчей чемпионата России по регби-7. 22 октября 2017 года был назначен судьёй-хронометристом на матче «Енисея-СТМ» против валлийского «Дрэгонс» в Европейском кубке вызова.

## Стиль игры
Берзин начинал карьеру на позиции винга, но позже перешёл на позицию фулбэка. Отличался скоростью и хорошим финтом, из принципа не играл ногой и всегда выносил мяч в одиночку: когда ловил мяч в районе зачётного поля, то не выбивал мяч в район центра поля. По собственным словам, в этом случае он показывал, что намерен бить, заставляя противников выстраиваться в коридор, а в это время его одноклубники «бежали в другую сторону и устраивали им “весёлую жизнь”». Свою последнюю игру провёл на позиции флай-хава.

## Вне регби
Старший брат — Александр, также известный регбист, выступавший за «Славу». Павел женат, воспитывает двоих сыновей и работает специалистом центра сборных команд Москомспорта. После завершения регбийной карьеры некоторое время работал в компании DHL в отделе логистики.
В 1984 году Павел Берзин сыграл эпизодическую роль игрока регбийной команды в фильме «Счастливая, Женька!».

## Достижения

### Командные
Чемпионат СССР по регби
- Чемпион: 1981, 1982
- Серебряный призёр: 1985, 1986
- Бронзовый призёр: 1983

Кубок СССР по регби
- Обладатель: 1985, 1989
- Финалист: 1983, 1984, 1988

Кубок России по регби
- Финалист: 1999

Чемпионат Европы по регби
- Серебряный призёр: 1985
- Бронзовый призёр: 1983

### Личные
- В списке лучших регбистов страны: 1985, 1986, 1987, 1988[14]
- Лучший бомбардир чемпионата СССР: 1982 (202 очка)[14]